# I Started a Joke
"I Started a Joke"là một bài hát của ban nhạc Bee Gees trích từ album Idea năm 1968. Bài hát được phát hành như một đĩa đơn vào tháng 12 cùng năm. Tại Anh bài hát không được phát hành như một đĩa đơn nên người mua nếu không muốn mua album sẽ phải mua một phiên bản của Polydor với nhà phát hành Heath Hampstead. Đây là đĩa đơn cuối cùng có sự góp mặt của Vince Melouney chơi guitar. Anh rời nhóm vào đầu tháng sau đó khi bài hát này được phát hành như một đĩa đơn.
Các bài hát mặt B là"Kilburn Towers", ngoại trừ ở Pháp, nơi mà"Swan Song"đã được sử dụng."I Started a Joke"được Barry, Robin và Maurice Gibb sáng tác, và do Bee Gees với Robert Stigwood sản xuất.

## Xếp hạng

### Xếp hạng tuần
| Chart (1969)                    | Peak position |
| ------------------------------- | ------------- |
| Australia (Kent Music Report)   | 1             |
| Austria (Ö3 Austria Top 40)     | 16            |
| Belgium (Ultratop 50 Flanders)  | 19            |
| Brazil                          | 1             |
| Canada Top Singles (RPM)        | 1             |
| Denmark                         | 1             |
| France (SNEP)                   | 3             |
| Japan (Oricon)                  | 28            |
| Italy (FIMI)                    | 19            |
| Netherlands (Dutch Top 40)      | 3             |
| New Zealand (Recorded Music NZ) | 1             |
| Norway (VG-lista)               | 3             |
| South Africa (Springbok Radio)  | 2             |
| Spain (PROMUSICAE)              | 14            |
| Switzerland (Swiss Hitparade)   | 5             |
| US Billboard Hot 100            | 6             |
| US Cash Box                     | 6             |
| US Record World                 | 5             |

### Xếp hạng cuối năm
| Chart (1968)                  | Position |
| ----------------------------- | -------- |
| Switzerland (Swiss Hitparade) | 10       |
| Netherlands (Dutch Top 40)    | 9        |
| US Cash Box                   | 23       |